# نوري فيصل شاهر الحديثي
نوري فيصل شاهر (ولد في مدينة حديثة بالعراق عام 1940 وتوفي عام 2013 )، سياسي عراقي بعثي كان عضوا في  القيادة القطرية لحزب البعث العراقي وكان وزيرا للشباب ووزيرا للأوقاف والشؤون الدينية، كما تقلد عدة مناصب مثل أمين العاصمة بغداد ( 1998 - 2003) ومحافظا لعدة محافظات والقائد العسكري للقسم الشمالي العراقي أثناء الحرب العراقية الإيرانية. عمل في بداية حياته في شركة النفط في موقع (كي ثري K3) في مدينة حديثة في محافظة الأنبار. دخل الكلية العسكرية. انتقل بعد الغزو الأمريكي للعراق عام 2003 للإقامة في مصر ثم سوريا قبل أن يعود إلى وطنه قبل عام من وفاته، ويمكث في مسقط رأسه حتى وفاته في قريته حديثة عام 2013 بعد منازعته لمرض في الأعصاب (مرض باركنسون) 